# Stelzener Berg
Koordinaten: 50° 25′ 41″ N, 10° 58′ 48″ O
Das Naturschutzgebiet Stelzener Berg liegt im Landkreis Sonneberg in Thüringen. Es erstreckt sich südwestlich von Mausendorf, einem Ortsteil der Stadt Schalkau, und östlich von Tossenthal, einem Ortsteil der Stadt Eisfeld. Südlich des Gebietes verläuft die B 89, westlich fließt die Itz.

## Bedeutung
Das 32,7 ha große Gebiet mit der NSG-Nr. 140 wurde im Jahr 1982 unter Naturschutz gestellt. 